# Daddy-O
Daddy-O is een Amerikaanse B-film uit 1958. De hoofdrol werd vertolkt door Dick Contino. De regie was in handen van Lou Place.

## Verhaal
Hotshot straatracer Phil Sandifer werkt als vrachtwagenchauffeur, wanneer hij wordt ingehaald door een sportwagen die op de snelweg rijdt. Later ontmoet hij de chauffeur van de sportwagen, Jana, in een lokale club. Jana daagt Phil uit tot een race, die ze vervolgens wint door vals te spelen. Ondertussen wordt Phils beste vriend Sony vermoord door een onbekende aanvaller.
Phil wordt gearresteerd daar hij connecties zou hebben met Sonny’s moordenaar. Hij wordt later vrijgelaten bij gebrek aan bewijs, maar de politie neemt wel zijn rijbewijs in beslag. Phil begint al snel met zijn eigen onderzoek naar de moord. Zijn eerste verdachte is Jana, maar zij ontkent enige schuld en sluit zich zelfs bij Phil aan om mee te helpen met het onderzoek. Hij volgt een spoor van aanwijzingen die leiden naar de clubeigenaar Chillas, en diens helper Bruce. Om dichter bij Chillas te komen doet Phil zich voor als een zanger genaamd "Daddy-O," die door Chillas wordt ingehuurd om te zingen in zijn club.
Kort nadat hij is ingehuurd wordt Phil in elkaar geslagen door een groep drugsdealers die hem aanzien voor Pete Plum, een pseudoniem gebruikt door Sonny. Phil trekt de conclusie dat Sonny geld had achtergehouden van Chillas, en dat die Sonny om die reden heeft vermoord. Hij confronteert Chillas met de informatie, en het komt tot een gevecht. Phil slaat Chillas bewusteloos, waarna hij en Bruce worden gearresteerd. Aan het eind van de film treedt Phil weer op in de club.

## Cast
| Acteur         | Personage                                     |
| -------------- | --------------------------------------------- |
| Dick Contino   | Phil Sandifer, alias Pete Plum, alias Daddy-O |
| Sandra Giles   | Jana Ryan                                     |
| Bruno VeSota   | Sidney Chillas                                |
| Gloria Victor  | Marcia Hayes                                  |
| Jack McClure   | Bruce Green                                   |
| Ron McNeil     | Duke                                          |
| Sonia Torgeson | Peg Lawrence                                  |
| Kelly Gordon   | Ken                                           |
| Hank Mann      | Barney                                        |
| Joseph Donte   | Frank Wooster                                 |

## Achtergrond
De filmmuziek van “Daddy-O” was de eerste soundtrack gecomponeerd door de beroemde componist John Williams.
Daddy-O werd bespot in de televisieserie Mystery Science Theater 3000.